# 切列夫基 (茲古里夫卡區)
50°27′49″N 31°45′2″E / 50.46361°N 31.75056°E
切雷夫基（烏克蘭語：Черевки）是位於烏克蘭北部的村莊，由基辅州布羅瓦里區的茲胡里夫卡市鎮負責管轄。該村始建於1654年，面積2.93平方公里，海拔高度130米，2001年人口506，人口密度每平方公里172.8人。